# خسارت (مجموعه تلویزیونی)
خسارت (انگلیسی: Damages) سریال مهیج جنایی امریکایی از شبکه اف‌اکس، ساختهٔ دنیل زلمن، گلن کسلر و تاد ای. کسلر است که از سال ۲۰۰۷ تا ۲۰۱۲ منتشر شد.